# Femke
Femke  è un nome proprio di persona olandese e frisone femminile.

## Varianti
- Femminili: Famke
- Maschili: Femme[1]

## Origine e diffusione
Costituisce un ipocoristico di quei prenomi germanici che cominciano con l'elemento frid, "pace", quali Frida, Federica, Fredesvinda e via dicendo. Coincide inoltre con un termine frisone che significa "giovinetta", "ragazzina".

## Onomastico
Essendo un nome adespota, ovvero non portato da alcuna santa, l'onomastico può essere festeggiato il 1º novembre, giorno di Ognissanti.

## Persone

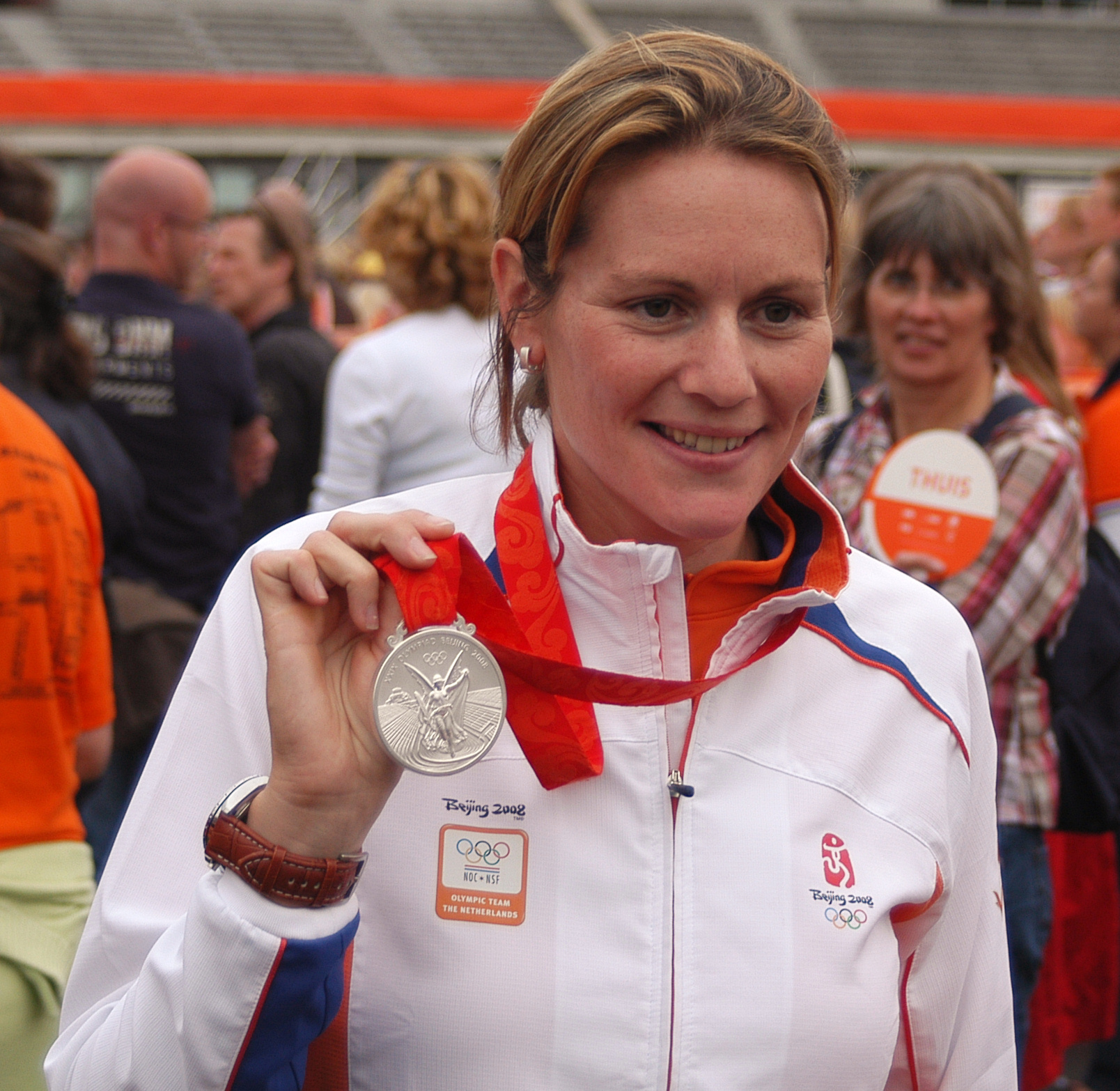
Femke Dekker

- Femke Bol, ostacolista e velocista olandese
- Femke Dekker, canottiera olandese
- Femke Heemskerk, nuotatrice olandese

### Variante Famke
- Famke Janssen, attrice e modella olandese